# Osici, Bahmaci
Osici (în ucraineană Осіч) este un sat în comuna Obmaciv din raionul Bahmaci, regiunea Cernihiv, Ucraina.

## Demografie
Componența lingvistică a localității Osici
     Ucraineană (99,64%)
     Alte limbi (0,36%)
Conform recensământului din 2001, majoritatea populației localității Osici era vorbitoare de ucraineană (99,64%), existând în minoritate și vorbitori de alte limbi.